# 2021년 센트럴 리그 클라이맥스 시리즈
2021년 센트럴 리그 클라이맥스 시리즈(일본어: 2021年のセントラル・リーグクライマックスシリーズ, 영어: 2021 Central League Climax Series)는 2021년 11월에 개최된 일본 프로 야구 센트럴 리그의 클라이맥스 시리즈 경기이다. 이 시리즈에서는 JERA가 메인 스폰서를 맡게 되면서 ‘2021 JERA 클라이맥스 시리즈 센트럴’(2021 JERA クライマックスシリーズ セ)이라는 이름으로 개최됐다.

## 개요
이 대회는 SMBC 일본 시리즈 2021 출전권을 내건 플레이오프 토너먼트이다. 전년도 2020년에는 코로나19 감염 확산에 의해서 취소됐기 때문에 2년 만에 열리게 됐다. 더욱이 센트럴 리그 클라이맥스 시리즈는 2019년까진 대회(리그) 전체를 통한 메인 스폰서가 아닌 출전 구단별 공식 스폰서 기업·단체 법인이 개별적으로 경기마다 메인 스폰서를 붙이고 있었지만 금년도에는 2020년부터 센트럴 리그 타이틀 파트너(메인 스폰서)인 JERA가 전체의 메인 스폰서가 되면서 ‘2021 JERA 클라이맥스 시리즈 센트럴’이라는 이름으로 개최하게 됐다.
한편 이 대회에서는 정규 시즌과 마찬가지로 연장전은 치르지 않고 9회 종료 시 동점일 경우 무승부로 한다. 퍼스트 스테이지 2·3차전 및 파이널 스테이지 3 ~ 6차전에서 9회초 공격 종료 시에 동점으로 끝나고 성적 상위 팀의 승자가 확정됐을 경우엔 9회말 공격을 생략하는 ‘특별 콜드게임’을 적용한다.

### 퍼스트 스테이지
정규 시즌 2위 팀인 한신 타이거스와 3위 팀인 요미우리 자이언츠와 3전 2선승제로 치렀고, 승리팀인 요미우리는 파이널 스테이지에 진출했다. 한신과 요미우리의 맞대결은 2019년 파이널 스테이지 이래 2년 만이지만 고시엔에서의 개최는 11년 만이다.
- 일시 : 11월 6일부터 11월 7일
- 구장 : 한신 고시엔 구장

### 파이널 스테이지
정규 시즌 1위 팀인 도쿄 야쿠르트 스왈로스(어드밴티지 1승이 미리 주어진다)와 퍼스트 스테이지 승리팀인 요미우리 자이언츠와 6전 4선승제로 치렀고, 승리팀인 야쿠르트는 SMBC 일본 시리즈 2021의 출전권을 얻었다. 요미우리는 2018년 이래 3년 만이 되는 파이널 스테이지에 진출하면서 야쿠르트와의 파이널 스테이지에서의 맞대결은 2015년 이래 6년 만이다.
- 일시 : 11월 10일부터 11월 12일
- 구장 : 메이지 진구 야구장

## 클라이맥스 시리즈 참가 팀 및 감독
| 팀 순위       | 소속                   | 감독          | 정규시즌 성적  |
| ------------- | ---------------------- | ------------- | -------------- |
| 정규 리그 1위 | 도쿄 야쿠르트 스왈로스 | 다카쓰 신고   | 73승 18무 52패 |
| 정규 리그 2위 | 한신 타이거스          | 야노 아키히로 | 77승 10무 56패 |
| 정규 리그 3위 | 요미우리 자이언츠      | 하라 다쓰노리 | 61승 20무 62패 |

### 대진표
|  | 퍼스트 스테이지(준결승) | 퍼스트 스테이지(준결승) |                                  |      | 파이널 스테이지(결승) | 파이널 스테이지(결승) |
|  |                         |                         |                                  |      |                       |                       |
|  |                         |                         |                                  |      |                       |                       |
|  |                         |                         |                                  |      |                       |                       |
|  |                         |                         |                                  |      |                       |                       |
|  |                         |                         | (6전 4선승제) 메이지 진구 야구장 |      |                       |                       |
|  |                         |                         |                                  |      |                       |                       |
|  | 야쿠르트(CL 우승)       | ☆○○△                    |                                  |      |                       |                       |
|  | 야쿠르트(CL 우승)       | ☆○○△                    | (3전 2선승제) 한신 고시엔 구장   |      |                       |                       |
|  |                         |                         | 요미우리                         | ★●●△ |                       |                       |
|  | 한신(CL 2위)            | ●●                      | 요미우리                         | ★●●△ |                       |                       |
|  | 한신(CL 2위)            | ●●                      |                                  |      |                       |                       |
|  | 요미우리(CL 3위)        | ○○                      |                                  |      |                       |                       |
|  | 요미우리(CL 3위)        | ○○                      |                                  |      |                       |                       |
|  |                         |                         |                                  |      |                       |                       |
|  |                         |                         |                                  |      |                       |                       |
|  |                         |                         |                                  |      |                       |                       |
|  |                         |                         |                                  |      |                       |                       |

- ☆·★ = 파이널 스테이지 어드밴티지 부여에 따라 우선 승패를 나눠 가져감.

## 경기 일정

### 퍼스트 스테이지
- 1차전 : 11월 6일
- 2차전 : 11월 7일

### 파이널 스테이지
- 1차전 : 11월 10일
- 2차전 : 11월 11일
- 3차전 : 11월 12일

## 경기 결과

### 퍼스트 스테이지

#### 경기 기록
| 일시                      | 경기  | 원정팀(선공)      | 스코어 | 홈팀(후공)    | 개최 구장        |
| ------------------------- | ----- | ----------------- | ------ | ------------- | ---------------- |
| 11월 6일(토)              | 1차전 | 요미우리 자이언츠 | 4 - 0  | 한신 타이거스 | 한신 고시엔 구장 |
| 11월 7일(일)              | 2차전 | 요미우리 자이언츠 | 4 - 2  | 한신 타이거스 | 한신 고시엔 구장 |
| 승리팀: 요미우리 자이언츠 |       |                   |        |               |                  |

#### 1차전
- 11월 6일 - 한신 고시엔 구장

| 팀                                                                                        | 1 | 2 | 3 | 4 | 5 | 6 | 7 | 8 | 9 | R | H | E |
| 요미우리                                                                                  | 0 | 0 | 0 | 0 | 1 | 2 | 0 | 1 | 0 | 4 | 9 | 0 |
| 한신                                                                                      | 0 | 0 | 0 | 0 | 0 | 0 | 0 | 0 | 0 | 0 | 5 | 0 |
| 승리 투수: 스가노 도모유키(1-0) 패전 투수: 다카하시 하루토(0-1) 세이브: 하타케 세이슈(1S) |   |   |   |   |   |   |   |   |   |   |   |   |

#### 2차전
- 11월 7일 - 한신 고시엔 구장

| 팀                                                                                      | 1 | 2 | 3 | 4 | 5 | 6 | 7 | 8 | 9 | R | H  | E |
| 요미우리                                                                                | 0 | 0 | 3 | 0 | 0 | 0 | 0 | 1 | 0 | 4 | 7  | 0 |
| 한신                                                                                    | 0 | 2 | 0 | 0 | 0 | 0 | 0 | 0 | 0 | 2 | 11 | 2 |
| 승리 투수: 다카기 교스케(1-0) 패전 투수: 아오야기 고요(0-1) 세이브: 티아고 비에이라(1S) |   |   |   |   |   |   |   |   |   |   |    |   |

### 파이널 스테이지

#### 경기 기록
| 일시                           | 경기       | 원정팀(선공)      | 스코어 | 홈팀(후공)             | 개최 구장          |
| ------------------------------ | ---------- | ----------------- | ------ | ---------------------- | ------------------ |
| 어드밴티지                     | 어드밴티지 | 요미우리 자이언츠 |        | 도쿄 야쿠르트 스왈로스 |                    |
| 11월 10일(수)                  | 1차전      | 요미우리 자이언츠 | 0 - 4  | 도쿄 야쿠르트 스왈로스 | 메이지 진구 야구장 |
| 11월 11일(목)                  | 2차전      | 요미우리 자이언츠 | 0 - 5  | 도쿄 야쿠르트 스왈로스 | 메이지 진구 야구장 |
| 11월 12일(금)                  | 3차전      | 요미우리 자이언츠 | 2 - 2  | 도쿄 야쿠르트 스왈로스 | 메이지 진구 야구장 |
| 승리팀: 도쿄 야쿠르트 스왈로스 |            |                   |        |                        |                    |

#### 1차전
- 11월 10일 - 메이지 진구 야구장

| 팀 | 1 | 2 | 3 | 4 | 5 | 6 | 7 | 8 | 9 | R | H | E |
| 요미우리                                                                                              | 0 | 0 | 0 | 0 | 0 | 0 | 0 | 0 | 0 | 0 | 6 | 0 |
| 야쿠르트                                                                                              | 3 | 0 | 0 | 0 | 0 | 0 | 1 | 0 | X | 4 | 7 | 0 |
| 승리 투수: 오쿠가와 야스노부(1-0) 패전 투수: 야마구치 슌(0-1) 홈런: 야쿠르트 – 도밍고 산타나(1회 2점) |   |   |   |   |   |   |   |   |   |   |   |   |

#### 2차전
- 11월 11일 - 메이지 진구 야구장

| 팀                                                              | 1 | 2 | 3 | 4 | 5 | 6 | 7 | 8 | 9 | R | H | E |
| 요미우리                                                        | 0 | 0 | 0 | 0 | 0 | 0 | 0 | 0 | 0 | 0 | 2 | 3 |
| 야쿠르트                                                        | 0 | 1 | 0 | 0 | 0 | 4 | 0 | 0 | X | 5 | 5 | 0 |
| 승리 투수: 다카하시 게이지(1-0) 패전 투수: 스가노 도모유키(0-1) |   |   |   |   |   |   |   |   |   |   |   |   |

#### 3차전
- 11월 12일 - 메이지 진구 야구장

| 팀                        | 1 | 2 | 3 | 4 | 5 | 6 | 7 | 8 | 9 | R | H | E |
| 요미우리                  | 0 | 0 | 1 | 0 | 0 | 0 | 0 | 1 | 0 | 2 | 7 | 0 |
| 야쿠르트                  | 0 | 0 | 0 | 0 | 0 | 0 | 2 | 0 | X | 2 | 3 | 0 |
| 승리 투수: - 패전 투수: - |   |   |   |   |   |   |   |   |   |   |   |   |

## 수상 선수
- 클라이맥스 시리즈 MVP : 오쿠가와 야스노부(야쿠르트)

## 같이 보기
- 2021년 퍼시픽 리그 클라이맥스 시리즈
- 2021년 일본 시리즈